# Charles Rabany
Charles Rabany, né le 27 août 1847 à Neuilly-sur-Seine et mort 4 septembre 1928 à Paris, est un écrivain, traducteur et compositeur français.

## Publications
- Guide général des élections. Additions et corrections mises à jour au 15 mars 1936 (1936)
- Les Sapeurs-pompier... communaux (1934)
- Les Pensions civiles de l'État, commentaire des lois des 9 juin 1853, 30 décembre 1913 et 14 mars 1915 (1916)
- Faut-il supprimer le ministère de l'Intérieur ? (1910)
- Questions d'assistance et d'hygiène publiques, traitées devant les Conseils généraux en 1900 (1901)
- La Prononciation du grec (1896)
- Kotzebue (1893)
- Questions d'agriculture, traitées dans les Conseils généraux en 1888 (1889)
- Questions de voirie, traitées dans les Conseils généraux de 1888 (1889)
- Les Schweighaeuser, biographie d'une famille de savants alsaciens, d'après leurs correspondance inédite (1884)

## Sources
- Angelo De Gubernatis, Dictionnaire international des écrivains du jour, 1891